# Oczep
Oczep (spinka)
1. górna belka w drewnianych ścianach o konstrukcji wieńcowej lub szkieletowej, zamyka ścianę. Przejmuje obciążenia z belek stropowych lub krokwi.
2. pozioma belka wiążąca górne końce ustawionych szeregowo pali fundamentowych.